# Ballard (Californie)
Pour les articles homonymes, voir Ballard.
Ballard est une census-designated place située dans le comté de Santa Barbara, dans l’État de Californie, aux États-Unis. Sa population s’élevait à 467 habitants lors du recensement de 2010.

## Démographie
| 2000 | 2010 | - | - | - | - |
| ---- | ---- | - | - | - | - |
| 393  | 467  | - | - | - | - |

## Source
- (en) Cet article est partiellement ou en totalité issu de l’article de Wikipédia en anglais intitulé « Ballard, California » (voir la liste des auteurs).